# NGC 5462
NGC 5462 је део галаксије (на пример сјајан HII регион) у сазвежђу Велики медвед која се налази на NGC листи објеката дубоког неба.
Деклинација објекта је + 54° 22' 2" а ректасцензија 14h 3m 53,0s. Привидна величина (магнитуда) објекта NGC 5462 износи 5,6.